# Saint John's
Saint John's er hovedstaden og den største by i den caribiske østat Antigua og Barbuda. Byen ligger på øen Antigua. Byens areal er ca. 10 km², og den har 22.219 (2011) indbyggere. Fra havnen i Saint John's fragtes der bomuld og andre varer, som produceres på øerne.
Byen var administrationscenteret i kolonien Antigua og Barbuda fra 1632 til 1981. Det år blev landet selvstændigt, og Saint John's blev hovedstad.